# Космакова (Свердловская область)
Космакова (Космаково) — деревня в Сысертском районе Свердловской области России. Входит в Сысертский муниципальный округ.
Ранее деревня входила в состав Щелкунского сельсовета Сысертского района.

## Географическое положение
Деревня Космакова расположена на южном берегу озера Багаряк, в истоке реки Багаряк, к юго-востоку от Екатеринбурга, в 16 километрах (по автодороге в 19 километрах) к югу от города Сысерти. Приблизительно в одном километре к западу от деревни расположено Чистое болото (ботанический и зоологический памятник природы); в 2,5 километрах к северу (на северном берегу озера) — болото Багаряк (гидрологический и зоологический памятник природы); в 5 километрах к востоко-северо-востоку — Лезгинское болото (ландшафтный памятник природы).

## История деревни
Деревня основана в первой половине XVIII века как селение Казмаково, отмеченное на карте 1722 года. Затем на карте 1735 года селение называлось Казарина (на здешнем озере Багаряк тогда водилось много гусей-казарок). Первым здесь поселился беглый каторжник Космаков, по фамилии которого деревня получила своё второе название. Помимо гусей, в лесах, болотах и на озере было много и других птиц, а также рыбы, зверей, грибов и ягод, однако при этом вокруг было мало пахотных земель. Вскоре после основания деревни подручные уральских заводчиков начали селить здесь приписных крестьян, а прежних жителей обязывали жечь древесный уголь и добывать торф в окрестных болотах, возить данную продукцию на телегах к Сысертским заводам. Деревня находилась в стороне от больших дорог, в 12 километрах от крупного села Щелкун, поэтому особо зажиточных людей в поселении не было. По той же самой причине большинство парней женилось на местных девушках, поэтому почти все в деревне приходились друг другу родственниками. В деревне преобладали фамилии Месиловы и Мурашовы. Семьи были большие, в каждой не менее шести детей. Известно, что в отличие от других деревень Сысертского уезда и в том числе от самой Сысерти, у жителей Космаково не было прозвищ, все друг друга называли уважительно, по имени-отчеству.

## Население
| 2002 | 2010 | 2021 |
| ---- | ---- | ---- |
| 93   | ↘85  | ↗135 |